# FK Panerys Vilnius
El FK Panerys Vilnius fue un equipo de fútbol de Lituania que alguna vez formó parte de la A Lyga, la liga de fútbol más importante del país.

## Historia
Fue fundado en el año 1975 en la capital Vilnius y nunca consiguió logros importantes tanto en la etapa soviética como en la de Lituania independiente, tanto así que su principal logro fue clasificar para jugar la primera edición de la Copa Intertoto de la UEFA en 1995, en donde quedó en la última posición de su grupo tras conseguir un solo punto en 4 partidos. Su primera temporada en la A Lyga fue la de 1991.
El club durante la temporada 1998/99 en la A Lyga tras llevar 8 puntos tras 6 fechas abadonaron la liga y desaparecieron, anulando todos sus resultados que llevaba en ese momento, aunque no fue el único que sufrió problemas en esa temporada.

## Participación en competiciones de la UEFA
- Copa Intertoto de la UEFA: 1 aparición

1995 - 5.º Lugar Grupo 12

## Jugadores destacados
| - Giedrius Barevičius, 1993–1997 - Deimantas Bička, 1992–1994 - Stasys Danisevičius, 1992 - Aleksandras Darincevas, 1994 | - Tadas Gražiūnas, 1997 - Tomas Gražiūnas, 1991–1992 - Igoris Kirilovas, 1991–1993 - Romas Mažeikis, 1993 | - Tomas Ramelis, 1991–1992 - Tomas Ražanauskas, 1992–1995 - Remigijus Sakalas, 1992–1993 - Edgaras Jankauskas |